# Ahuatitla, Huejutla de Reyes
Ahuatitla är en ort i Mexiko.   Den ligger i kommunen Huejutla de Reyes och delstaten Hidalgo, i den sydöstra delen av landet, 200 km norr om huvudstaden Mexico City. Ahuatitla ligger 672 meter över havet och antalet invånare är 178.
Terrängen runt Ahuatitla är kuperad. Runt Ahuatitla är det ganska tätbefolkat, med 248 invånare per kvadratkilometer. Närmaste större samhälle är Huejutla de Reyes, 12,1 km öster om Ahuatitla. I omgivningarna runt Ahuatitla växer i huvudsak städsegrön lövskog.